# Holger Schön
Hjert Holger Schön, né le 30 mars 1910 à Solna et mort le 25 mars 1980 à Stockholm, est un coureur suédois du combiné nordique et un sauteur à ski, membre du club Djurgårdens SI. 

## Biographie
Il est 18e en saut spécial lors des Championnats du monde à Oslo en 1930 et a également participé à ceux de Oberhof, en 1931. Lors des Jeux olympiques de Lake Placid en 1932, il est arrivé 11e en saut spécial et 28e (sur 33 participants) dans le combiné. Il a été champion de Suède en saut à ski en 1930 et en 1934.

## Sources
- Svenska Skidförbundet: Nordiska grenar (suédois emplacements dans les jeux OLYMPIQUES et les CHAMPIONNATS du monde, visité le 13. novembre 2011)
- Jens Jahn, Egon Theiner: Enzyklopädie des Skispringens. AGON Sportverlag, Kassel, 2004.  (ISBN 3-89784-099-5), p. 149
- Svenska Skidförbundet: Backe/nordisk kombination (suédois, champions de saut à ski et combiné, visité le 13. novembre 2011)
- Ressources relatives au sport :   - Comité olympique suédois
  - Olympedia